# NBA Live
NBA Live är en serie basketspel utgivna av EA Sports. Serien föregicks av NBA Playoffs-serien. Efter  NBA Live 10, försökte EA reformera spelserien med NBA Elite 11. I november 2010 meddelade flyttades dock spelutvecklingen från EA Canada till EA Tiburon, och man meddelade att nästa NBA-Live-spel skulle släppas under 2012, som NBA Live 13, men den 27 september 2012 meddelade man att ENBA Live inte skulle släppas. Spelserien var dock tillbaka 2013, med NBA Live 14.

## Spel

### NBA Playoffs
| Titel                                      | Släppår |
| ------------------------------------------ | ------- |
| Lakers versus Celtics and the NBA Playoffs | 1989    |
| Bulls vs Lakers and the NBA Playoffs       | 1992    |
| Team USA Basketball                        | 1992    |
| Bulls vs Blazers and the NBA Playoffs      | 1993    |
| NBA Showdown                               | 1994    |

### NBA Live
| Titel         | Släppår                     |
| ------------- | --------------------------- |
| NBA Live 95   | 1994                        |
| NBA Live 96   | 1995                        |
| NBA Live 97   | 1996                        |
| NBA Live 98   | 1997                        |
| NBA Live 99   | 1998                        |
| NBA Live 2000 | 1999                        |
| NBA Live 2001 | 2000                        |
| NBA Live 2002 | 2001                        |
| NBA Live 2003 | 2002                        |
| NBA Live 2004 | 2003                        |
| NBA Live 2005 | 2004                        |
| NBA Live 06   | 2005                        |
| NBA Live 07   | 2006                        |
| NBA Live 08   | 2007                        |
| NBA Live 09   | 2008                        |
| NBA Live 10   | 2009                        |
| NBA Elite 11  | 2010                        |
| NBA Live 12   | Nedlagd på grund av lockout |
| NBA Live 13   | Nedlagd                     |
| NBA Live 14   | 2013                        |
| NBA Live 15   | 2014                        |
| NBA Live 16   | 2015                        |
| NBA Live 17   | 2016                        |
| NBA Live 18   | 2017                        |
| NBA Live 19   | 2018                        |
| NBA Live 20   | Nedlagd                     |
| NBA Live 21   | Nedlagd                     |

### Fotnoter
1. ↑  Hinkle, David (23 februari 2012). ”EA's next basketball sim is NBA Live 13”. Joystiq. Arkiverad från originalet den 14 december 2014. https://web.archive.org/web/20141214221130/http://www.joystiq.com/2012/02/23/eas-next-basketball-sim-is-nba-live-13/. Läst 20 maj 2014.
2. ↑  Suszek, Mike (27 september 2012). ”NBA Live 13 canceled by EA”. Joystiq. Arkiverad från originalet den 14 november 2014. https://web.archive.org/web/20141114135552/http://www.joystiq.com/2012/09/27/nba-live-13-has-been-canceled. Läst 20 maj 2014.
3. ↑  ”NBA Live 20 canceled as EA Sports looks to next-gen consoles”. Polygon. https://www.polygon.com/2019/10/29/20938853/nba-live-20-canceled-ea-sports-ps4-xbox-one-ps5-scarlett. Läst 14 november 2019.